# Nozomi Momoi
Nozomi Momoi (Tokio, 23 de septiembre de 1978 - Nagano, 12 de octubre de 2002) fue una importante AV Idol. Fue asesinada a la edad de 24 años. Hasta la fecha de su muerte había rodado cerca de 110 películas.

## Biografía
Nozomi Momoi nació en la ciudad de Tokio el 23 de septiembre de 1978. Asistió a la escuela secundaria en la prefectura de Nagano y tuvo diversos trabajos antes de empezar en la industria del porno, en la que debutó como AV Idol en 2001 animada por un productor que conoció en Shinjuku. Gracias a ese primer paso, Nozomi entró en abril de 2001 a trabajar con el estudio nipón de Dogma, donde rodó sus primeras escenas. En 2002 debutó con una película pornográfica en la que interpretaba a una joven prostituta y en la que compartía escenas con la actriz porno Yukari Sakurada.
Hacia el final de su vida, Nozomi ya se había convertido en un icono pornográfico por sus papeles de colegiala violada, tras lo que vino una etapa en la que sus papeles fueron más de temática dominante. Así salió en julio de 2002 su película Popular Actresses Fucking Virgin Boys, en la que desvirgaba junto a otras dos actrices a varios jóvenes varones, o en agosto del mismo año Home Delivery Call Girl, de la misma temática.
No obstante, el intenso ritmo de su carrera, con constantes rodajes y escasos períodos de descanso, hicieron que Nozomi comenzara a cansarse de su profesión, algo que dejó constancia en varias entrevistas.

## Muerte
El 12 de octubre de 2002, el cuerpo de Nozomi Momoi fue encontrado cerca del río Narai, en las cercanías de Shiojiri, carbonizado dentro de un coche con signos de haber sido apuñalada en seis ocasiones. A escasos metros del vehículo, la policía encontró otro vehículo con el cuerpo también carbonizado de un hombre. Se informó que era un antiguo conocido de Momoi y que también se prendió fuego hasta su muerte. La policía creyó que fue un pacto de asesinato y suicidio.